# Mariana Efstratiou
Maria-Anastasia Efstratiou (en griego: Μαρία-Αναστασία Ευστρατίου), más conocida como Marianna Efstratiou (Μαριάννα Ευστρατίου; Atenas, 17 de abril de 1955), es una cantante griega, conocida por haber participado en el Festival de Eurovisión en dos ocasiones: 1989 y 1996.

## Carrera
Nacida en la ciudad de Atenas, Efstratiou comenzó su carrera en 1987 cuando participó como corista para la delegación de su país en el Festival de la Canción de Eurovisión de ese año, cuyos principales representantes fueron el grupo Bang con la canción "Stop".
En 1989, Marianna formó parte del proceso de selección del siguiente representante de Grecia en el Festival de Eurovisión, llevado a cabo el 31 de marzo. En dicho concurso, transmitido por la cadena televisiva ERT participaron también Anna Vissi, Mando y Michalis Rakintzis, quienes terminarían participando en Eurovisión en distintas ocasiones. Su canción, "To diko sou asteri" (en griego: "Το δικό σου αστέρι" y traducido al español como: "Tu propia estrella"), se alzaría con la victoria, tras una controvertida selección. A pesar de todo esto, la canción consiguió reunir 56 puntos y posicionándose en el 9.º lugar de entre 22 participantes.
En 1996, se repetiría la historia, luego que la radiodifusora pública de Grecia, ERT, eligiera internamente a Efstratiou como la siguiente representante del país helénico en el Festival de Eurovisión. La canción escogida, "Emis Forame To Himona Anixiatika" (en griego: "Εμείς φοράμε το χειμώνα ανοιξιάτικα" y traducido como "Usamos ropa de primavera en tiempos de invierno"), que fue compuesta por Kostas Bigalis (quién representó a Grecia en la edición de 1994) se vio sometida a una preselección no-televisada y donde no se realizaron presentaciones en vivo, organizada por la UER con el fin de reducir el número de participantes ese año. La canción quedó entre las 22 clasificadas para presentarse en Oslo (Noruega), el anfitrión de ese entonces. Finalmente, la canción logró 36 puntos y alcanzó el 14.º puesto.
Posteriormente, continuó participando en las finales nacionales de su país pero sin obtener resultados favorables.
Ha trabajado también con el compositor griego Mimis Plessas y ha publicado dos álbumes de estudio. Por otro lado, ha participado en obras teatrales tales como Pornography del artista Mános Hatzidákis.
En la actualidad, se desempeña como la voz principal del conjunto de jazz Nova Mood.

## Discografía
Álbumes de estudio
- Kathe telos einai mia arhi (Κάθε τέλος είναι μια αρχή) (1989)
- Giro apo esena (Γύρω από εσένα) (1993)

Sencillos
- "I Miss You" (1984)
- "Talk About Love" (1985)
- "To diko sou asteri" ("Το δικό σου αστέρι") (1989)
- "Emis Forame To Himona Anixiatika" ("Εμείς φοράμε το χειμώνα ανοιξιάτικα") (1996)